# Christof Antoon Bekker (1863-1939)
Christof Antoon Bekker (Den Helder, 4 september 1863 – Kampen, 24 maart 1939), was een Nederlands violist, muziekonderwijzer en koordirigent.
Hij was zoon van violist Christof Bekker en Anna Alida Zussen. Broer Jacques Bekker en zus Anni gingen ook de muziek in. Hijzelf werd muziekonderwijzer in Kampen en gaf daar enige tijd leiding aan de koren "Gemengd Koor" en liedertafel "Euterpe".
In 1905 huwde hij Cornelia Johanna Swaning (Amsterdam, 21 januari 1873- Kampen, 10 april 1927). Zij studeerde eerst voor verpleegster. Ze haalde in 1901 haar diploma. Ze werd vervolgens hoofdverpleegster en 1903 werd ze benoemd tot directrice van het Stadsziekenhuis in Kampen.